# لی جین‌یوان
لی جین‌یوان (چینی: 李金元; انگلیسی: Li Jinyuan؛ زادهٔ ۱ ژانویهٔ ۱۹۵۸) میلیاردر و خیرخواه اهل چین است. او در کانگجو در استان هبئی به دنیا آمد و و در تیانجین زندگی می‌کند. او فارغ‌التحصیل مدیریت ارشد کسب و کار (ام‌بی‌ای) از دانشگاه نانکی است.
لی بنیانگذار و رئیس شرکت تیانشی، عرضه‌کنندهٔ مستقیم محصولات بهداشتی است. طبق گزارش فدراسیون بین‌المللی صنعت و تجارت، درآمد خالص شرکت تیانشی در ۲۰۰۹ میلادی به مبلغ ۴۳۸ میلیون دلار رسید. مدیر این شرکت یک بشردوست فعال است. او بنیاد خیریه بین‌المللی tiens meijing را با حدود ۱۰۰ میلیون دلار سرمایه اولیه، تأسیس کرد. لی همچنین ۱۰۰ میلیون دلار برای راه اندازی کالج تیانشی، یک مدرسه خصوصی در تیانجین، ارائه داد که در تاکنون بیش از ۳۴۰۰ دانش آموز را ثبت‌نام کرده‌است.